# Tollensesee
Tollensesee è un lago che si trova a Neubrandenburg in Germania, nella zona nord-orientale del Meclemburgo-Pomerania Anteriore.
Ha un'altitudine di 14,8 m e superficie è di 17,9 km². La sua profondità massima è di circa 46 m. Il lago è lungo 10,4 km e largo tra 1,5 e 2,5 km. L'intero lago si trova all'interno dell'area amministrativa della città di Neubrandenburg. Nella parte meridionale del lago si trova l'isola lacustre Fischerinsel.